# إيان هيج
إيان موريس هيج (بالإنجليزية: Ian Haig)‏ (13 ديسمبر 1935 – 10 مارس 2014) هو دبلوماسي ومسؤول حكومي أسترالي.

## الحياة والوظيفة
ولد هيج في 13 ديسمبر 1935، انتقل مع والدته وشقيقه إلى أديليد. تلقى تعليمه في مدرسة بيلتيني قرامر قبل ان يتوجه لدراسة درجة البكالوريوس في الآداب من جامعة أديليد. في فبراير 1974 عين هيج كأول سفير أسترالي لدى المملكة العربية السعودية. ثم في أغسطس 1975 عين سفيرًا غير مقيم لدى الإمارات العربية المتحدة.